# 패치 (컴퓨팅)
패치(patch)는 수정 또는 개선을 위해 컴퓨터 프로그램이나 지원 데이터를 업데이트하도록 설계된 일종의 소프트웨어이다. 즉, 일반적으로 이미 발표된 소프트웨어 제품에서 발견된 사소한 기능 개선 또는 버그나 오류 등을 수정하기 위해 개발자(개발 회사)가 내놓는 업데이트 프로그램이다. 설치 프로그램과 비슷한 형식으로 기존에 설치된 프로그램을 자동으로 검색하여 필요한 내용을 바꿔주는 형태가 일반적이다. 보안 취약점 및 기타 버그의 수정을 포함하는데 이러한 패치는 버그픽스(bug fix)라고 하며 사용성과 성능을 개선한다.
소프트웨어 자체가 오픈 소스인 경우는 자기가 소스 코드를 고쳐서 직접 컴파일하여 사용할 수도 있지만, 아직 개발자가 발견하지 못한 문제인 경우는 개발자에게 통보하여 차후 개발에 반영될 수 있도록 하는 것이 좋다. 이는 소스 코드가 공개되지 않는 소프트웨어에 대해서도 마찬가지이다.

## 역사

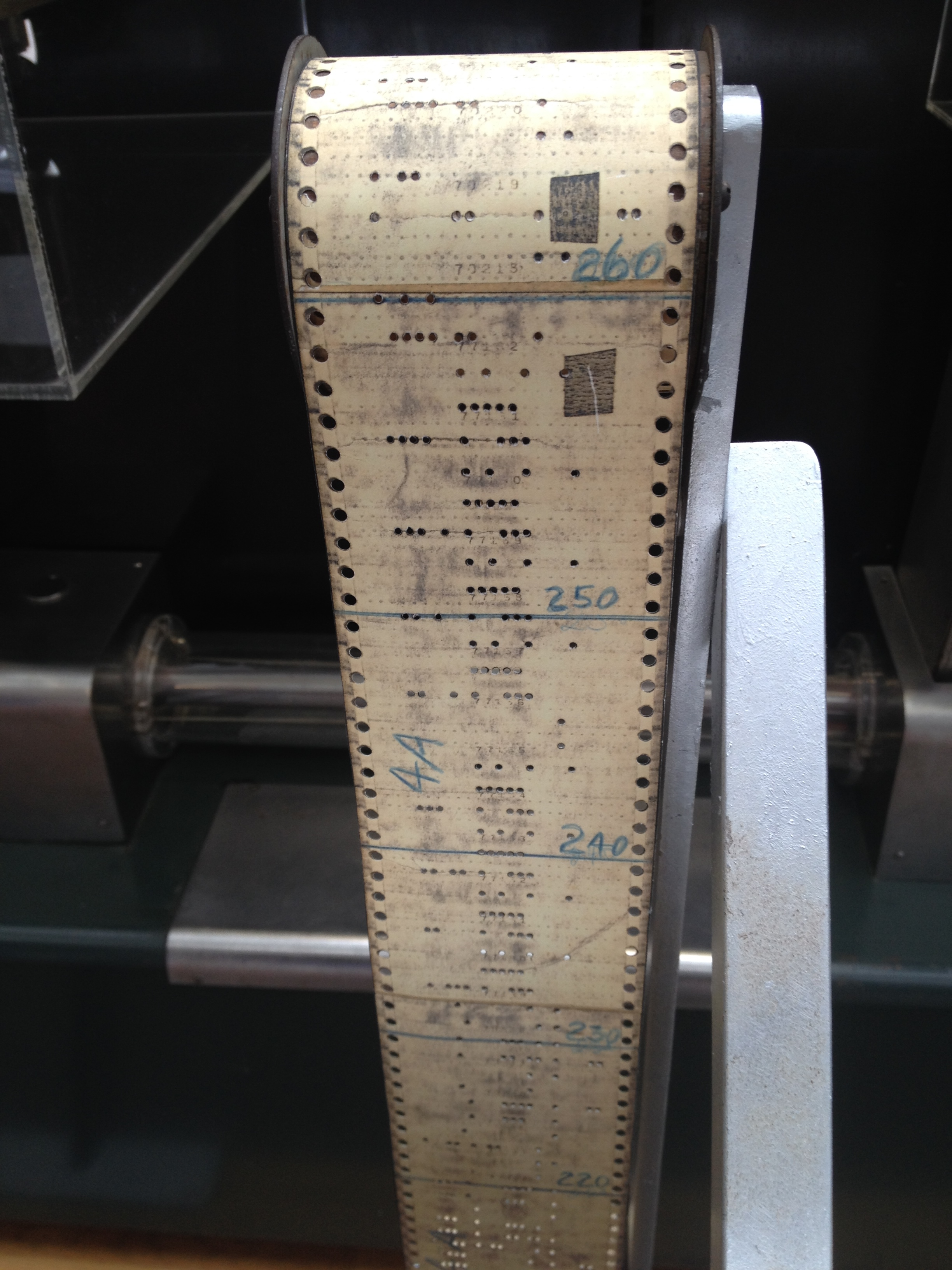
최초의 디지털 컴퓨터 가운데 하나인 1944년 하버드 마크 I의 프로그램 테이프. 물리적인 패치 조각은 천공 부분을 덮어서 이를 고치기 위해 사용되었다.

역사적으로 소프트웨어 공급업체들은 종이 테이프나 천공 카드의 패치(patch) 조각을 배포하였으며 이로써 패치 조각을 받은 사람들은 오리지널 테이프나 데크(deck)의 표시된 부분을 잘라내고 대체 부분으로 패치 처리할 수 있었다. 나중에 패치 조각은 자기 테이프를 사용하게 되었다. 이동식 디스크 드라이브의 발명 이후 소프트웨어 개발자들로부터는 패치가 디스크, 이후에는 우편으로 배송되는 CD-ROM을 통해 출시되었다. 인터넷이 가능해지면서 개발사의 웹사이트로부터나 자동화된 소프트웨어 업데이트를 통한 패치 다운로드가 최종 사용자에게 가능해지게 되었다.

## 같이 보기
- patch (리눅스 명령어)
- 이식 (컴퓨팅)
- 백포팅
- 핫픽스
- 소프트웨어 배포 생명 주기
- 소프트웨어 유지보수
- 델타 부호화
- 화이트햇